# Sims Chapel (Alabama)
Sims Chapel es un lugar designado por el censo ubicado en el condado de Washington en el estado estadounidense de Alabama. En el Censo de 2010 tenía una población de 153 habitantes y una densidad poblacional de 16,58 personas por km².

## Geografía
Sims Chapel se encuentra ubicado en las coordenadas 31°14′57″N 88°8′35″O / 31.24917, -88.14306. Según la Oficina del Censo de los Estados Unidos, Sims Chapel tiene una superficie total de 14.85 km², de la cual 14.77 km² corresponden a tierra firme y (0.54%) 0.08 km² es agua.

## Demografía
Según el censo de 2010, había 153 personas residiendo en Sims Chapel. La densidad de población era de 16,58 hab./km². De los 153 habitantes, Sims Chapel estaba compuesto por el 1168.63% blancos, el 5.88% eran afroamericanos, el 5.88% eran amerindios, el 0% eran asiáticos, el 1.96% eran isleños del Pacífico, el 9.8% eran de otras razas y el 8.5% pertenecían a dos o más razas. Del total de la población el 13.07% eran hispanos o latinos de cualquier raza.